# ジョン・カイパース
ジョン・マリヌス・カイパース（John Marinus Kuypers、1900年11月15日 - 1993年7月19日）は、オランダ出身の指揮者、音楽教師。

## 経歴
1900年、ロッテルダムで生まれた。地元・ロッテルダムの公立学校に通いつつオルガンと声楽を学び、14歳の時に渡米した。
20歳の時にアメリカ市民権を得て、ホープ大学の予備校に通いつつ、1923年までカールトン大学に進学した。1924年にはニューヨーク市立大学の夏期講座、1925年にはコロンビア大学の夏期講座に通った。一方で1914年から1932年まで個人的にオルガンと声楽の個人教授を受け続け、加えてヴァイオリンをヘンリー・ファン・デ・グレーフ、ピアノをマリー・スロース、ヴィオラをジェニー・クーレンとポール・ルメイに師事した。
1920年から1926年まではミネアポリス交響楽団の団員として働き、1926年から1932年までコイフ弦楽四重奏団のメンバーを務めた。1928年から1932年まではハムライン大学の音楽監督を務め、1942年から1947年までコーネル大学の音楽学部で教鞭をとった。1938年から1940年までミネアポリス交響楽団に客演指揮者として登場している。1942年から1947年まではコーネル大学のグリークラブの指揮者を務め、1947年よりイリノイ大学に移り、大学のオーケストラや合唱団の指揮者となった。音楽教育家としては、上記の大学のほかに1930年から1932年までにアイオワ大学の夏期講習、1940年にミネソタ州立ティーチャーズ・カレッジ、1940年から1942年までアイダホ大学、1949年にワシントン大学の各大学で客員講師を務めた。
1993年、ニューオーリンズにて死去。

## ディスコグラフィ
- Violin concerto BWV 1042 / Fugue / Bach, comp. ; Georges Enesco, vl.. Biddulph. (1995). OCLC 658845579
- Live recordings from the University of Illinois, 1949. Volume two. APR. (1999). OCLC 42249181